# Agentes ambientais
Os agentes, estressores ou fatores ambientais são classificados e definidos na Higiene Ocupacional ou Higiene Industrial, como agentes físicos, químicos e biológicos existentes nos ambientes de trabalho que, em função de sua natureza, concentração ou intensidade e tempo de exposição, são capazes de causar danos à saúde do trabalhador.
Os agentes físicos são as diversas formas de energia a que possam estar expostos os trabalhadores, tais como: sons audíveis ou ruídos (contínuos, intermitentes, impulsivos ou de impacto), vibrações (localizadas ou de corpo inteiro), pressões anormais (hiperbárica ou hipobárica), temperaturas extremas (calor ou frio), radiações ionizantes (raios X ou gama, partículas alfa, beta ou de nêutron), campos eletromagnéticos ou radiações não ionizantes (sub-radiofrequência, frequência extremamente baixas, radiofrequência, micro-onda, infravermelhos, visíveis, ultravioletas, laser ou maser), bem como os infrassons ou sons de baixa frequência e os ultrassons.
Os agentes químicos são as substâncias, compostos ou produtos que possam penetrar no organismo, principalmente, mas não exclusivamente, pela via respiratória, nas formas de poeiras, fibras, fumos, fumaças, radionuclídeos, névoas, neblinas, gases ou vapores, ou que, pela natureza da atividade de exposição, possam ter contato (efeito local) ou ser absorvidos (efeito sistêmico) pelo organismo através da pele ou por ingestão.
Os agentes de origem biológica veiculados pelo ar incluem bioaerossóis (partículas veiculadas pelo ar compostas de organismos vivos ou deles derivadas) e compostos orgânicos voláteis liberados por esses organismos. Os bioaerossóis incluem micro-organismos (por exemplo, dos quais é possível fazer cultura ou não, e micro-organismos mortos), além de fragmentos, toxinas e resíduos particulados de todo tipo de seres vivos (bactérias, fungos, bacilos, parasitas, protozoários, vírus, príons entre outros).
Existem certas substâncias que apresentam dualidade químico-biológica que incluem celulose, alguns tipos de poeiras de madeira, poeiras de algodão e poeiras de grãos nicotina; piretroides; amido (fécula); enzimas proteolíticas; sacarose; névoas de óleos vegetais e compostos voláteis produzidos por organismos vivos, como amônia, dióxido de carbono, etanol e gás sulfídrico. Além disso, pelas razões especificadas a seguir, para a grande maioria das substâncias de origem biológica, não há limites de exposição ocupacional com os quais comparar as concentrações no ar obtidas em uma avaliação desses agentes.